# 무선랜

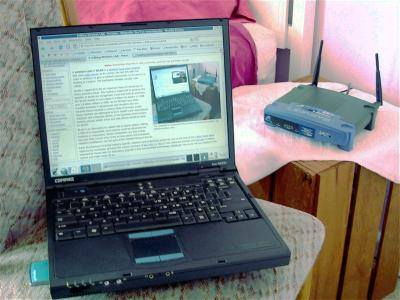
무선랜 PC 카드를 장착한 노트북(왼쪽)이 무선 액세스 포인트(오른쪽)에 연결되어 있는 모습.

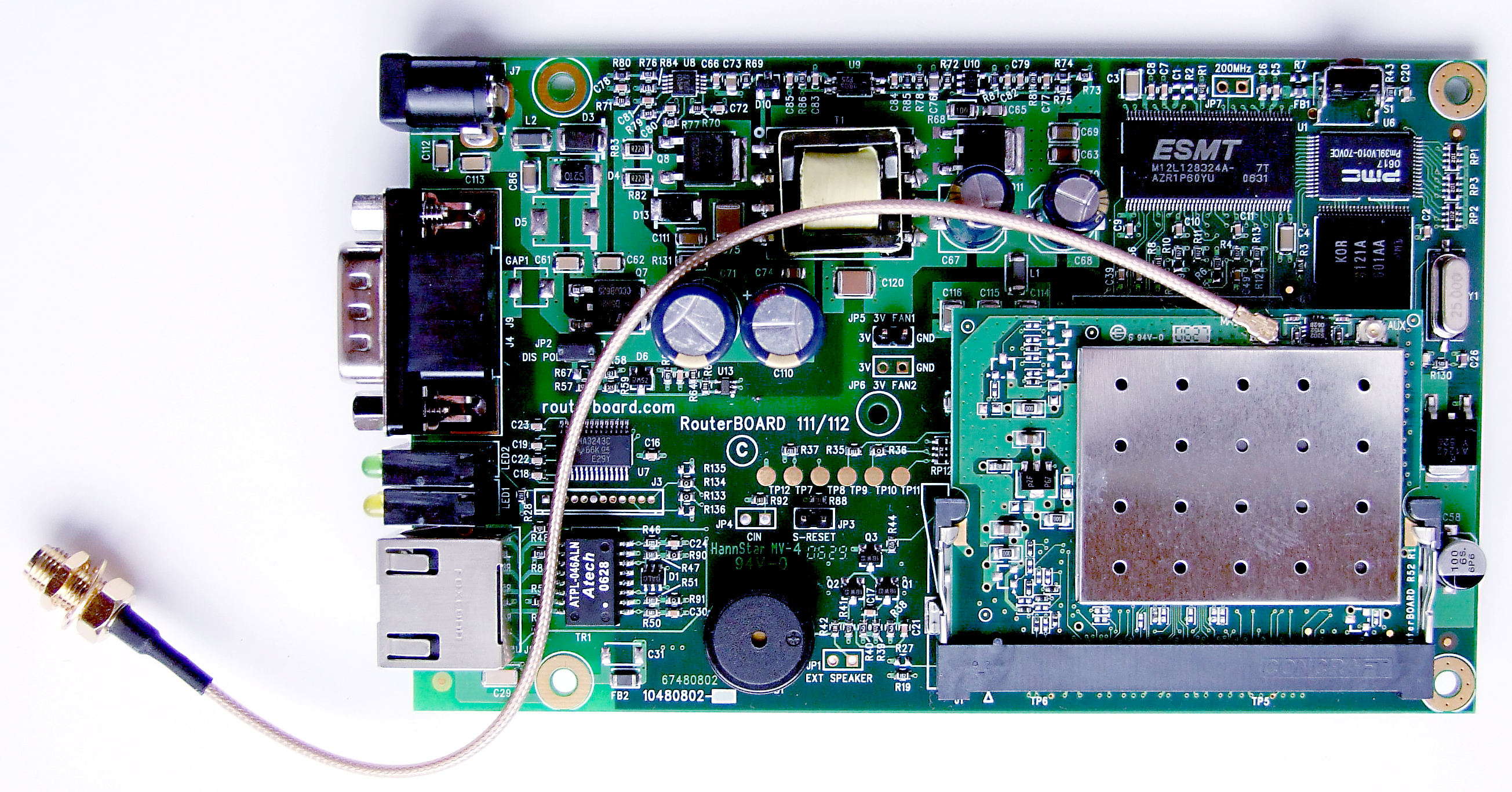
U.FL-RSMA 커넥터가 있는 RouterBoard 112를 내장한 미니 PCI형 R52 와이파이 카드.

무선랜(無線 LAN, wireless LAN)은 무선 신호 전달 방식(일반적으로 확산 대역 또는 직교주파수분할다중화 방식)을 이용하여 두 대 이상의 장치를 연결하는 기술이다. 이를 이용해 사용자는 근거리 지역에서 이동하면서도 지속적으로 네트워크에 접근할 수 있다. 오늘날 대부분의 무선랜 기술은 IEEE 802.11 표준에 기반하고 있으며, 와이파이라는 마케팅 네임으로 잘 알려져 있다. 무선랜은 한때 미국 국방부에 의해 LAWN (Local Area Wireless Network)라고 불리기도 했다.
무선랜은 설치의 편의성으로 인해 가정 환경에서 매우 널리 쓰이게 되었다. 또한 카페와 같은 상업 시설들은 방문객들을 위해 무료로 사용이 가능한 무선랜 환경을 제공하기도 한다.

## 역사
1970년에 하와이 대학교는 세계 처음으로 낮은 가격의 라디오 주파수를 사용하여 컴퓨터 통신 네트워크 알로하넷을 개발하였다. 전화선을 사용하지 않고 네 개의 섬이 오아후섬의 중앙 컴퓨터와 연결하는 데 이용할 수 있는 양방향 성형 네트워크였다.
1979년에 F.R. Gfeller와 U. Bapst는 적외선 통신을 사용한 실험적인 랜에 대한 IEEE 보고서를 출판하였다. 머지않아 1980년에 P. Ferret은 IEEE 국제 전자 통신 협회에서 무선 터미널 통신을 위한 단일 코드의 확산 대역 라디오 주파수의 실험적인 응용을 발표하였다. 1985년 5월에 Marcus의 노력으로 FCC가 확산 대역 기술의 응용을 위해 실험적인 ISM 밴드를 선언하기에 이른다. 이후 M. Kavehrad는 코드분할다중접속(CDMA)을 사용한 실험적인 무선 PBX 시스템을 보고하였다. 이러한 노력은 1세대 무선랜의 이용에 기여하였으며 이동통신 산업의 이슈를 새롭게 바꾸는 계기가 되었다.
1세대 무선 데이터 모뎀은 1980년대 초에 아마추어 무선 기사가 개발하였다. 1초에 9600 비트급 이하의 데이터 전송 속도를 내는 음성 밴드 데이터 통신 모뎀을 기존의 근거리 라디오 시스템에 추가하였다. 2세대 무선 모뎀은 FCC가 스프레드 분광 기술을 비군사적으로 사용하기 위해 실험적인 밴드를 발표한 직후에 개발되었다. 이 모뎀은 1초에 수백 킬로비트급의 데이터 속도를 제공하였다. 3세대 무선 모뎀은 1초에 메가비트급의 데이터 전송 속도를 내는 기존의 랜과 호환성을 유지하는 데 힘을 쏟았다.
1991년에 무선랜 IEEE 워크숍이 개최되었다. 이 시기에 초기 무선랜 제품이 시장에 등장하였고 IEEE 802.11 위원회가 무선랜의 표준을 개발하는 활동을 시작하였다. 첫 워크숍은 주 목적은 "(새로 나온) 대체 기술의 평가"였다. 1996년에 이 기술은 상대적으로 개선되었다. 무선랜은 애드혹 네트워킹, 인터넷, P2P 랜 브리지 등을 위해 병원, 주식, 대학교에서 쓰이게 되었다.
1999년 7월 21일에 뉴욕 맥월드 엑스포에서 스티브 잡스가 아이북을 소개하면서 에어포트가 처음 등장하였다. 무선랜을 가정에서 쉽게 사용할 수 있고 소비자가 받아들일 수 있을 만큼의 가격으로 이용할 수 있게 된 첫 시기였다. 에어포트가 출시되기 전까지 무선랜은 소비자가 사용하기에 너무 비쌌으며 대규모 환경에서만 사용되었다.

## 이점
주로 편의, 비용 절감, 다른 네트워크와의 통합의 용이가 입증되면서 무선랜은 인기를 끌게 되었다. 오늘날 소비자에게 파는 대부분의 컴퓨터들은 필수적인 모든 무선랜 기술이 미리 장착되어 출시된다.
무선랜에는 다음과 같은 장점이 있다.
- 편의성: 가정이나 사무실에서 무선 네트워크 장비가 있는 곳이라면 무선 네트워크를 쉽게 사용할 수 있다.
- 휴대성: 일반 노동 환경 밖에서도 인터넷에 접속할 수 있다. 커피숍과 같은 공공 장소에서 무선 인터넷 접속을 적은 비용으로 사용할 수 있다.
- 생산성: 장소를 옮겨 다니며 원하는 네트워크의 접속을 유지할 수 있다.
- 배치: 무선 네트워크를 처음 설치만으로 하나 이상의 액세스 포인트를 지원한다. 한편 유선 네트워크는 수많은 장소에 케이블선을 깔아야 하므로 비용이 늘어나는 문제점이 있다.
- 확장성: 무선 네트워크는 기존의 장비를 사용하여 수많은 고객을 받아들일 수 있다.

## 단점
- 보안: 무선랜은 라디오 주파수를 사용하여 컴퓨터에 네트워크를 제공한다. 공간과 비용을 위해 최종 컴퓨터에 설치되어 있는 무선 랜카드의 성능은 대체적으로 좋지 않다. 신호를 어느 정도 잡기 위해, 무선랜 수신 장치는 상당히 많은 양의 전력을 사용할 수 있다. 다시 말해, 무선랜 성능이 좋지 않은 주변 컴퓨터가 무선 패킷을 가로챌 수 있을 뿐 아니라, 좋은 품질에 적은 돈을 소비하려는 사용자가 눈에 잘 띄는 곳에서 패킷을 가져갈 수 있다.
- 지원 범위의 한정: 일반적으로 쓰이는 802.11g 네트워크는 수십 미터의 거리를 지원한다. 일반 가정의 규모가 큰 경우 이러한 거리는 충분하지 못할 수 있다. 범위를 넓히려면 리피터나 추가적인 액세스 포인트 구매가 필요하다. 이에 대한 해결책으로 와이맥스 기술을 참조하라.
- 신뢰성: 다른 라디오 주파수 비슷하게, 무선 네트워크 신호는 다양한 통신 간섭에 노출되어 있다. 무선랜의 신뢰성과 안정성에 큰 영향을 미칠 수 있는 것은 전자레인지이다.[2]
- 속도: 대부분의 무선 네트워크는 일반적인 유선 네트워크에 비해 느린 편이다.

## 무선랜의 종류
- P2P (피어 투 피어): P2P는 무선 장치가 직접 다른 컴퓨터와 통신할 수 있게 도와 준다.
- 브리지: 브리지는 보통 다른 종류의 네트워크를 연결하는 데 쓰일 수 있다. 브리지는 무선랜의 접속 포인트의 역할을 한다.

## 같이 보기
- IEEE 802.11
- 근거리 통신망
- USB
- 와이파이

## 참고 서적
- 《Wireless Networking in the Developing World: A practical guide to planning and building low-cost telecommunications infrastructure》 (PDF) 2판. Hacker Friendly LLC. 2007. 425쪽.